# Варбла (волость)
Варбла (эст. Varbla   ) — бывшая волость в Эстонии в составе уезда Пярнумаа.

## Положение
Площадь волости — 314 км², численность населения на 1 января 2017 года составляла 805 человек.
Административный центр волости — деревня Варбла. Помимо этого, на территории волости находятся ещё 39 деревень.
На территории волости находится природоохранная зона Колга.
В 2017 году в результате административной реформы местных самоуправлений Эстонии волость Варбла была упразднена. Её административно-территориальные единицы вошли в состав новой волости — Ляэнеранна уезда Пярнумаа.